# Girobirotondă pentagonală alungită
În geometrie girobirotonda pentagonală alungită este un poliedru convex construit prin alungirea unui icosidodecaedru (poliedru arhimedic) prin inserarea unei prisme decagonale între cele două jumătăți. Este poliedrul Johnson J43. Rotirea oricăreia dintre rotondele pentagonale (J6) cu 36° înainte de alungire produce o ortobirotondă pentagonală (J32), iar după alungire produce o ortobirotondă pentagonală alungită (J42).

## Mărimi asociate
Următoarele formule pentru arie, A și volum, V sunt stabilite pentru lungimea laturilor tuturor poligoanelor (care sunt regulate) a:
{\displaystyle A=\left(10+{\sqrt {30\left(10+3{\sqrt {5}}+{\sqrt {75+30{\sqrt {5}}}}\right)}}\right)a^{2}\approx 39,305982~a^{2},}
{\displaystyle V={\frac {1}{6}}\left(45+17{\sqrt {5}}+15{\sqrt {5+2{\sqrt {5}}}}\right)a^{3}\approx 21,529734~a^{3}.}